# Traumahelikopter (band)
Traumahelikopter is een Nederlandse garagerockband uit Groningen. 

## Geschiedenis
Traumahelikopter werd in 2010 opgericht opgericht door Mark Lada, Daan van Dalen en Roel van Merlot, die elkaar kenden uit de Groningse concertzaal Vera. Al snel bracht de band twee vinylsingles en een cassettedemo uit op enkele kleine labels. In 2012 tekenden ze een contract bij Excelsior Recordings en begonnen ze, onder leiding van producer Frans Hagenaars, met het opnemen van hun debuutalbum. In december 2012 verscheen als voorproefje een vinylsingle met de nummers Kids en Bad day.
Op 5 januari werd de titelloze plaat gepresenteerd in Vera en op 11 januari verscheen het album officieel op zowel cd als dubbelalbum. Op 12 januari speelde de band op Noorderslag. In maart deed de band een serie optredens in de VS, waar zij in Californië tevens een cassettealbum met de titel Down in the city uitbrachten op Burger Records. In de zomer van 2013 deed de band een uitgebreide festivaltour, waarbij ze onder andere Best Kept Secret in Hilvarenbeek, Waterpop in Wateringen en Metropolis in Rotterdam aandeden. Op 16 augustus 2013 speelde de band op Lowlands 2013.

## Instrumentarium
Opvallend is dat de band, evenals garagerockbands als The Jon Spencer Blues Explosion, geen basgitarist in zijn gelederen heeft, maar wel twee gitaristen heeft. De drummer van de groep, Roel van Merlot, maakt gebruik van een incompleet drumstel, dat slechts bestaat uit een floortom, een snaredrum en een crashbekken. Opvallend hieraan is vooral het ontbreken van een bassdrum. Dit geeft de band een licht, maar ook snel, en herkenbaar drumgeluid.

## Bezetting
- Mark Lada - zang, gitaar
- Daan van Dalen - gitaar, zang
- Roel van Merlot - drums

## Discografie

### Singles
- Prey / Predator (Kogar Records, 2011)
- Wolf / Murderer (Kuriosa Records, 2012)
- Kids / Bad day (Excelsior Recordings, 6 december 2012)

### Albums
- traumahelikopter (Excelsior Recordings, 11 januari 2013; cd en dubbelalbum)
- Down in the City (Burger Records, maart 2013; cassettealbum, alleen in Californië)
- I Don't Understand Them At All (Excelsior Recordings, 7 maart 2014)
- Competition Stripe (Excelsior Recordings, 21 oktober 2016)
- Save Yourself (Excelsior Recordings, 20 januari 2023)